# New United Motor Manufacturing
New United Motor Manufacturing, Inc. (kurz NUMMI) war ein Joint Venture der Unternehmen General Motors und Toyota im kalifornischen Fremont (USA).

## Geschichte

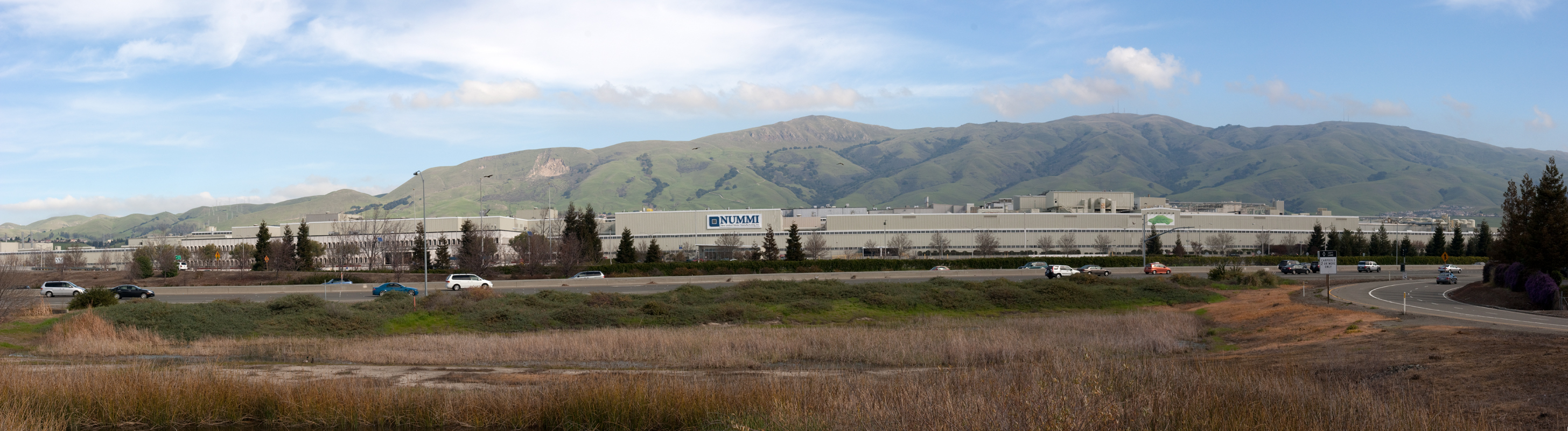
NUMMI (Januar 2010)

Das Werk wurde 1962 vom Automobilhersteller General Motors als Fremont Assembly eröffnet. Ab 1963 wurden hier Personenkraftwagen der Marken Chevrolet, Pontiac, Buick und Oldsmobile sowie Pick-ups von Chevrolet und GMC für den Westen der USA produziert. Dieses Werk wies in den Bereichen Qualität, Produktivität, Krankheitszeiten und Arbeitnehmersicherheit im Vergleich zu anderen GM-Werken starke Defizite auf.
Ab 1984 wurde das Werk als Joint Venture von General Motors und Toyota unter dem Namen New United Motor Manufacturing Incorporated (NUMMI) betrieben. Toyota führte im Rahmen dieser Zusammenarbeit neue Arbeitsmethoden in diesem ehemaligen GM-Werk ein. Während seiner Insolvenz zog sich GM 2009 aus diesem Joint-Venture zurück. Die Tacoma-Produktion wurde zu TMMTX nach Texas verlagert und trug zur Sicherung dieses Standorts bei. Das letzte Fahrzeug bei NUMMI wurde am 1. April 2010 produziert.
Ein großes Problem war die mangelhafte Auslastung des Werks. Zudem war NUMMI das einzige Toyota-Werk in den USA, in dem die Belegschaft gewerkschaftlich organisiert war.
Bis zur Schließung des Werks waren fast 2 Millionen Fahrzeuge hergestellt worden. Zu den gefertigten Modellen gehörten unter anderem der Chevrolet Nova, der Pontiac Vibe, der Toyota Tacoma und der Toyota Corolla. Zuletzt waren bei NUMMI rund 4500 bis 4700 Arbeitnehmer beschäftigt.
Im Mai 2010 wurde das Werk für 42 Millionen US-Dollar von Tesla Motors gekauft. Es ist heute Standort der Tesla Factory.